# Kościół św. Józefa Rzemieślnika w Zambrowie
Kościół świętego Józefa Rzemieślnika w Zambrowie – rzymskokatolicki kościół parafialny należący do parafii pod tym samym wezwaniem (dekanat Zambrów diecezji łomżyńskiej).
Jest to murowana świątynia wzniesiona i wyposażona w latach 1996–2000 dzięki staraniom księdza proboszcza Mariana Olszewskiego. Kościół został projektowany przez architekta Henryka Toczydłowskiego z Białegostoku; poświęcony został w dniu 17 grudnia 2000 roku przez biskupa łomżyńskiego Stanisława Stefanka.